# Rasa dels Esclopers
La Rasa dels Esclopers és un afluent per l'esquerra de l'Aigua de Valls, a la Vall de Lord, que fa tot el seu curs pel terme municipalde Guixers.
Neix a 1.250 m. d'altitud, al carenat de la serra dels Bastets, a menys de 400 m. a l'oest del Tossal de la Viuda. Des del seu naixement agafa la direcció cap al nord que mantindrà durant tot el seu recorregut en el qual baixa pel vessant septentrional de la serra dels Bastets tot travessant, força encaixonat, el sector de Colldempà. Desguassa a l'Aigua de Valls a 809 m. d'altitud, 370 m. aigües amunt del molí del Guix.
Tota la seva conca està integrada en el Pla d'Espais d'Interès Natural (PEIN) de la Generalitat de Catalunya i més concretament en l'espai Serres de Busa-Els Bastets-Lord
La xarxa hidrogràfica de la Rasa dels Esclopers, que també transcorre íntegrament pel terme municipal de Gósol, està constituïda per set cursos fluvials. D'aquests, 5 són tributaris de 1r nivell de subsidiarietat i 1 ho és de 2n nivell. La totalitat de la xarxa suma una longitud de 3.225 m.